# Lorenzo Regazzo
Lorenzo Regazzo, född 1962 i Venedig, är en italiensk operasångare (basbaryton) Regazzo har bland annat medverkat som Figaro i Figaros bröllop och Leporello i Don Giovanni. Han operadebuterade 1994 och har gett ut skivor sedan 1997.